# Рувим (Болевич)
Руфим (Рувим) Болевич (серб. Руфим Бољевић; ум. январь 1685) — митрополит (владыка) Цетиньский.

## Биография
Уроженец Црмницы, происходил из рода Пламенац, поэтому в летописях упоминается и как Рувим Пламенац.
Предшественником Рувима на должности митрополита Цетиньского был Мардарий (1640—1659). Доподлинно неизвестно, кто был митрополитом с 1660 по 1662 годы (в одном источнике Которского залива говорится о некоем митрополите) и занимал ли эту должность вообще. В частности, Болевич упоминается в источниках от 1673, 1675, 1682 и 1685 годах. Он оплатил строительство водохранилища в Хиландаре перед своей интронизацией. Историки И. Степчевич и П. Ковиянчич утверждают, что в 1662 году Рувим был избран митрополитом Цетиньским, а следовательно, был одним из судей в решении спора между харамбашой Лазаричем и Каручаном из Црмницы, состоявшегося 2 ноября 1772 года (в пользу этого свидетельствует то, что Рувим был родом из Црмницы).
Согласно историкам, именно при митрополите Рувиме в Критской войне на стороне Венецианской республики сражались черногорские гайдуки во главе с Байо Пивлянином. После войны Рувим активно выступал против насильственного окатоличивания Черногории и даже крестил по православному обряду воеводу Кучи Лале Дрекалова. Также митрополит сумел добиться примирения между многими черногорскими родами и положить конец обычаям кровной мести и анафеме неугодивших людей.
Вместе с тем владыка Рувим поддерживал Венецианскую республику. В январе 1685 года он скоропостижно скончался, и Сенат Венеции отправил письмо венецианскому губернатору Котора с выражением скорби по поводу кончины митрополита Цетиньского, который всегда был заинтересован в помощи Венеции. Историки считают, что митрополит Рувим был самым верным другом правителей Венеции в это время. Он похоронен в монастыре Горне-Брчеле.
Его преемником стал Василий Велекрайский, упомянутый кратко архимандритом Никифором без особых подробностей. Дальний потомок владыки Рувима Арсений (Пламенац) был также митрополитом Цетиньским (1781–1784).